# 短暂性脑缺血发作
短暂性脑缺血发作（transient ischemic attack，TIA）或短暂性缺血发作，俗称“小中风”，是一种轻微的中风，其明显症状通常在1小时内结束。短暂性脑缺血发作导致与中风相关的相同症状，如身体一侧的无力或麻木、突然视线变暗或视力丧失、说话或理解语言困难、言语含糊或意识错乱。
广义上，短暂性缺血发作，包括局部脑、脊髓或视网膜一过性缺血，其由于颈动脉、椎动脉、基底动脉及其下游发生短暂性血液供应不足，引起受累供血区局灶性脑缺血，导致突发、短暂、可逆的神经功能障碍。通常，症状和体征会在24小时内完全消失，可多次发作；但超过2小时，可能遗留轻微的神经功能缺损。

## 症状
由于病人的病灶部位不同，每位病人的症状都不太相同。普遍的症状是一过性黑蒙，偏瘫，失语，偏身感觉障碍（麻木），可有头晕、共济失调，罕有意识丧失。 如果神经症状的持续时间大于24小时，则属于脑血管意外（中风）。

## 诊断
被诊断出患有TIA的病人会有患脑血管意外（中风）的风险。 脑部的血液供应（即使是暂时）中断几分钟，神经细胞也会死亡并且产生永久性的神经功能缺失。 1/3的患有TIA的病人会复发，1/3的病人会由于神经细胞的永久死亡而患有脑血管意外。

### 预后
ACBD2评分可以用于预测继发中风的风险（概率）.
评分的计算方法：
- 年龄 ≥ 60 岁 = 1 分
- Blood pressure at presentation ≥ 140/90 mm Hg = 1 分
- 临床表现

单侧无力 = 2 分
语言障碍不伴有无力 = 1 分
- 发作时间

≥ 60 分钟 = 2 分
10–59 分钟 = 1 分
- 糖尿病病史 = 1 分

分数解释（2天内患中风的风险）：
- 0-3 分 = 1%
- 4-5 分 = 4.1%
- 6-7 分 = 8.1%

分数解释（7天内患中风的风险）：
- 0-3 分 = 1.2%
- 4-5 分 = 5.9%
- 6-7 分 = 11.7%

### 鑑別診斷
症狀與TIA類似的其他可能診斷：
- 非典型性偏頭痛（atypical migraine）：如果出現視覺症狀以及頭痛，通常存在偏頭痛的病史。
- 大腦頂葉區局灶性癲癇發作(partial seizure)
- 葡萄糖異常（可以通過糖尿病和意識喪失的病史來區分）
- 電解質紊亂
- 高血壓性腦病 (頭痛，精神錯亂，高血壓，腦水腫)
- 硬膜下血腫 (創傷，頭痛，意識喪失史)
- 腦腫瘤 (進行性頭痛，顱內壓增加)
- 脫髓鞘疾病（demyelinating disease）
- 轉換障礙（conversion disorder）

## 病因
TIA常见的病因是栓子（小血块）封闭了脑的供血动脉。 最常见的是颈动脉的一支有动脉粥样硬化样改变，或者是由于心房纤颤脱落的栓子通过血流到达脑部所致。其他的原因包括：由于动脉粥样硬化(或者血液疾病所致的血液粘滞度升高)而造成的大血管过度狭窄。
TIA与许多其他健康疾病情况有关。比如：高血压，心脏病（特别是心房纤颤），偏头痛，吸烟，高胆固醇血症，糖尿病。

## 预防

### 一级预防
（primary prevention，病因预防）
针对致TIA因素的预防措施，分针对环境的措施和针对机体的措施。这一阶段疾病并未发生，但某些危险因素已经存在，如饮食不健康、平素缺乏锻炼、吸烟、过量饮酒等。改变这些因素的方法包括戒烟，限酒，适量运动，平衡饮食，按时睡眠。平时注意血压，血糖，血脂等。

### 二级预防
（secondary prevention，临床前期预防）
早发现、早诊断、早治疗

### 三级预防
（tertiary prevention，治疗与康复）
对已患TIA的病人采取的防止疾病加重和康复医疗措施。

## 治疗
TIA症状过后主要是判断病因，并且根据病因治疗。并不是经常能立刻鉴别病人患的是TIA还是脑血管意外（中风）。 大多数在急诊被诊断为TIA的病人（在症状消失后）被送回家并且被嘱咐要与自己的医生联系并安排之后的检查。
心电图可以显示心房纤颤（一种TIA的常见病因），或者心律不齐（可以造成脑部栓塞）。超声心动图(echocardiogram)可以发现心房/心室内的血栓。这样就可以对这样的病人实施抗凝治疗。
如果是由于颈动脉病变造成的TIA，经颅多普勒超声检查（TCD）可以作为颈动脉狭窄的旁证。对于颈动脉狭窄超过70%的病人，可以推荐手术去除动脉粥样硬化斑块（颈动脉内皮切除术）。
一部分病人还应酌量服用抗凝药，如潘生丁或者氯吡格雷。